# Guram Kostawa
Guram Kostawa (georgisch გურამ კოსტავა; englisch Guram Kostava; * 18. Juni 1937 in Tiflis, Georgische SSR; † 20. Juni 2024) war ein georgischer Degenfechter, der für die Sowjetunion antrat.

## Erfolge
Guram Kostawas größte Erfolge waren der Gewinn der Weltmeisterschaften 1961 in Turin und 1967 in Montreal mit der Mannschaft. Mit ihr wurde er außerdem 1959 und 1966 Zweiter und 1965 Dritter. Im Einzel gewann er 1963 und 1965 jeweils die Bronzemedaille. Zweimal nahm Kostawa an Olympischen Spielen teil: 1960 in Rom schied er in der Einzelkonkurrenz in der Vorrunde aus, mit der Mannschaft sicherte er sich Bronze. Bei den Olympischen Spielen 1964 in Tokio erfocht er hinter Hryhorij Kriss und Bill Hoskyns die Bronzemedaille im Einzel. In der Mannschaftswertung belegte er mit der Sowjetunion Rang sieben.